# عالم بلا خرائط (رواية مشتركة)
عالم بلا خرائط رواية اجتمع في كتابتها اثنين من الأدباء: «جبرا إبراهيم جبرا» و «عبد الرحمن المنيف»، نشرت الرواية لأول مرة عام 1982. تملأ هذه الرواية الكثير من الأسرار المخفية يعجز القارئ عن فكها. وتعتبر التجربة الثانية بعد رواية «القصر المسحور» التي اشترك في كتابتها «طه حسين» و«توفيق الحكيم».

## قصة الرواية
كتبت الرواية في مكان من وحي خيال الكاتب، فتدور أحداثها حول مقتل بطلة الرواية «نجوى العامري»، امرأة متزوجة وعاشقة لرجل آخر وهو راوي القصة «علاء الدين نجيب»، أستاذ جامعي، وهو أيضا المتهم الرئيسي في مقتلها. رسمت شخصية نجوى كامرأة عاشقة ومتمردة، لا تخشى خوض أي مغامرة في سبيل الحصول على ما يشبع رغباتها.

## العنوان
عنوان هذه الرواية له معنى أساسي في القصة، حيث تدور أحداث الرواية في مدينة من خيال الكاتب، اخترعها الأديبان «جبرا إبراهيم جبرا» و«عبد الرحمن منيف» وجعلا منها واقعاً، بينما ليس لها وجود في الخريطة.

## النقد
رغم نجاح الإبداع الأدبي المشترك، يرى كثير من النقاد أن أي عمل وإبداع يعد عملاً فردياً يحمل بصمة المبدع باعتباره يعبر عن مشاعره ورؤيته الخاصة، حتى يتميز بأعماله واجتهاده في أي عمل فني أو أدبي، لا تزال الكتابات الإبداعية المشتركة بين السلب والإيجاب في رأي بعض الأدباء، فمنهم من يؤمن أن الأعمال المشتركة ينتج عنها عمل فريد من نوعه ومنهم من يرى أنها غير مقبولة ويرى أن العمل الفردي له طابع مختلف.  